# Jasmine Tookes
Jasmine Tookes est un mannequin américain né le 1er février 1991 à Huntington Beach en Californie.

## Biographie

### Carrière
À l'âge de quatorze ans, Jasmine Tookes est photographiée par Bruce Weber pour la marque Abercrombie & Fitch.
En 2010, elle fait la publicité des marques Ugg et Gap, puis celle de DKNY en 2011, année durant laquelle elle pose pour le magazine Vogue Italia et Vogue Paris pour le numéro de décembre avec Bianca Balti.
Elle commence à défiler lors de la saison printemps 2012, pour les marques Calvin Klein, Jason Wu, Tom Ford, Prada, Versace, Louis Vuitton, Miu Miu, Paco Rabanne, Isabel Marant et Marc by Marc Jacobs.
Elle fait une apparition dans un épisode de la troisième saison de la série télévisée Hawaii 5-0 avec Behati Prinsloo.
En 2014, elle devient l'égérie du nouveau parfum de la marque de lingerie Victoria's Secret, « Scandalous », et fait la couverture du catalogue de la marque. 
Elle prend part au Victoria's Secret Swim Special ainsi qu'à leur défilé annuel.
En 2015, elle devient un Ange de Victoria's Secret. 
En 2016, elle est désignée par la marque pour porter le « Fantasy Bra », un soutien gorge dont la valeur est estimée à trois millions de dollars.
En 2017, elle participe avec Elsa Hosk, Sara Sampaio, Romee Strijd, Stella Maxwell et Martha Hunt au clip de David Guetta et Justin Bieber pour le single 2U.

### Vie privée
De 2012 à 2016, elle est en couple avec le mannequin danois Tobias Sorensen.
Le 4 septembre 2021, elle se marie à Juan David Borrero, directeur des marchés internationaux chez Snapchat et fils d'Alfredo Borrero. Elle accouche de leur fille le 23 février 2023.

## Filmographie
- 2012 : Hawaii 5-0 : Monique
- 2016 : Life in Pieces : elle-même